# Ołeksandr Dołhopołow
Ołeksandr Dołhopołow (ukr.: Олександр Долгополов; ros.: Александр Долгополов, Aleksandr Dołgopołow, ur. 7 listopada 1988 w Kijowie) – ukraiński tenisista, reprezentant w Pucharze Davisa.
Jego ojciec, który trenował Dołhopołowa do 2007 roku, był wcześniej trenerem ukraińskiego tenisisty Andrija Medwediewa.

## Kariera tenisowa
Karierę tenisową rozpoczął w 2006 roku.
Największym sukcesem w karierze Ukraińca jest awans do ćwierćfinału wielkoszlemowego Australian Open z 2011 roku. Po drodze wyeliminował m.in. w III rundzie Jo-Wilfrieda Tsongę, natomiast w IV rundzie rozstawionego z nr 4. Robina Söderlinga. Spotkanie o półfinał imprezy przegrał z Andym Murrayem. Następnie w lutym Dołhopołow doszedł do finału w Costa do Sauipe na nawierzchni ziemnej. Mecz o tytuł przegrał z Nicolásem Almagro. W następnym miesiącu Dołhopołow wygrał turniej z cyklu rangi ATP Tour Masters 1000 w Indian Wells w konkurencji gry podwójnej. Wspólnie z Xavierem Malisse pokonali w finale Szwajcarów Rogera Federera i Stana Wawrinkę. Pod koniec lipca Ukrainiec odniósł zwycięstwo po raz pierwszy w turnieju rangi ATP World Tour w grze pojedynczej, podczas rywalizacji w Umagu. W drodze po tytuł pokonał m.in. Juana Carlosa Ferrero, a w finale Marina Čilicia.
W styczniu 2012 roku, podczas imprezy w Brisbane, Dołhopołow osiągnął pierwszy w karierze finał na kortach twardych, w którym musiał uznać wyższość Andy’ego Murraya. Drugi tytuł w singlu zdobył w sierpniu w Waszyngtonie, pokonując w finale Tommy’ego Haasa 6:7(7), 6:4, 6:1. Pod koniec października tenisista ukraiński doszedł do finału w Walencji, gdzie nie sprostał Davidowi Ferrerowi.
W lutym 2014 roku Dołhopołow awansował do finału w Rio de Janeiro, po wyeliminowaniu m.in. w półfinale Davida Ferrera. Spotkanie o tytuł przegrał z Rafaelem Nadalem.
W styczniu 2015 roku Ukrainiec doszedł do finału gry podwójnej w Brisbane wspólnie z Keim Nishikorim. Para przegrała mecz o tytuł z Jamiem Murrayem i Johnem Peersem.
W 2016 roku razem z Eliną Switoliną osiągnął finał rozgrywek o Puchar Hopmana.
Trzeci singlowy turniej tenisista ukraiński wygrał w lutym 2017 na kortach ziemnych w Buenos Aires, nie tracąc po drodze żadnego seta. W finale wyeliminował 7:6(4), 6:4 Keiego Nishikoriego. W lipcu Dołgopołow został finalistą zawodów w Båstad, gdzie w meczu ćwierćfinałowym obronił dwie piłki meczowe przeciwko Karenowi Chaczanowowi zwyciężając 7:6(5), 3:6, 7:6(2). Spotkanie o tytuł przegrał z Davidem Ferrerem. Na początku października Ukrainiec w Shenzhen zagrał w finale, doznając porażki z Davidem Goffinem.
W maju 2018 uległ Novakowi Đokoviciowi w I rundzie w Rzymie. Wkrótce doznał poważnej kontuzji prawego nadgarstka, wymagającej zabiegu chirurgicznego. Powrót do tenisa uniemożliwił kolejny uraz i ostatecznie wspomniana porażka w Rzymie okazała się ostatnim zawodowym występem Dołhopołowa. Na przełomie kwietnia i maja 2021 ogłosił zakończenie kariery sportowej.
Najwyżej sklasyfikowany w rankingu singlistów był 16 stycznia 2012 roku na 13. miejscu. Tydzień wcześniej osiągnął także 42. lokatę w rankingu deblistów.

### Finały w turniejach ATP World Tour
| Legenda                                      |
| -------------------------------------------- |
| Wielki Szlem                                 |
| Igrzyska olimpijskie                         |
| Tennis Masters Cup / ATP Finals              |
| ATP Masters Series / ATP Tour Masters 1000   |
| ATP International Series Gold / ATP Tour 500 |
| ATP International Series / ATP Tour 250      |

#### Gra pojedyncza (3–6)
| Końcowy wynik | Nr | Data                 | Turniej         | Nawierzchnia  | Przeciwnik      | Wynik finału     |
| ------------- | -- | -------------------- | --------------- | ------------- | --------------- | ---------------- |
| Finalista     | 1. | 12 lutego 2011       | Costa do Sauipe | Ceglana       | Nicolás Almagro | 3:6, 6:7(3)      |
| Zwycięzca     | 1. | 31 lipca 2011        | Umag            | Ceglana       | Marin Čilić     | 6:4, 3:6, 6:3    |
| Finalista     | 2. | 8 stycznia 2012      | Brisbane        | Twarda        | Andy Murray     | 1:6, 3:6         |
| Zwycięzca     | 2. | 5 sierpnia 2012      | Waszyngton      | Twarda        | Tommy Haas      | 6:7(7), 6:4, 6:1 |
| Finalista     | 3. | 27 października 2012 | Walencja        | Twarda (hala) | David Ferrer    | 1:6, 6:3, 4:6    |
| Finalista     | 4. | 23 lutego 2014       | Rio de Janeiro  | Ceglana       | Rafael Nadal    | 3:6, 6:7(3)      |
| Zwycięzca     | 3. | 19 lutego 2017       | Buenos Aires    | Ceglana       | Kei Nishikori   | 7:6(4), 6:4      |
| Finalista     | 5. | 23 lipca 2017        | Båstad          | Ceglana       | David Ferrer    | 4:6, 4:6         |
| Finalista     | 6. | 1 października 2017  | Shenzhen        | Twarda        | David Goffin    | 4:6, 7:6(5), 3:6 |

#### Gra podwójna (1–1)
| Końcowy wynik | Nr | Data             | Turniej      | Nawierzchnia | Partner        | Przeciwnicy                 | Wynik finału      |
| ------------- | -- | ---------------- | ------------ | ------------ | -------------- | --------------------------- | ----------------- |
| Zwycięzca     | 1. | 20 marca 2011    | Indian Wells | Twarda       | Xavier Malisse | Roger Federer Stan Wawrinka | 6:4, 6:7(5), 10–7 |
| Finalista     | 1. | 11 stycznia 2015 | Brisbane     | Twarda       | Kei Nishikori  | Jamie Murray John Peers     | 3:6, 6:7(4)       |